# Небесный мандат

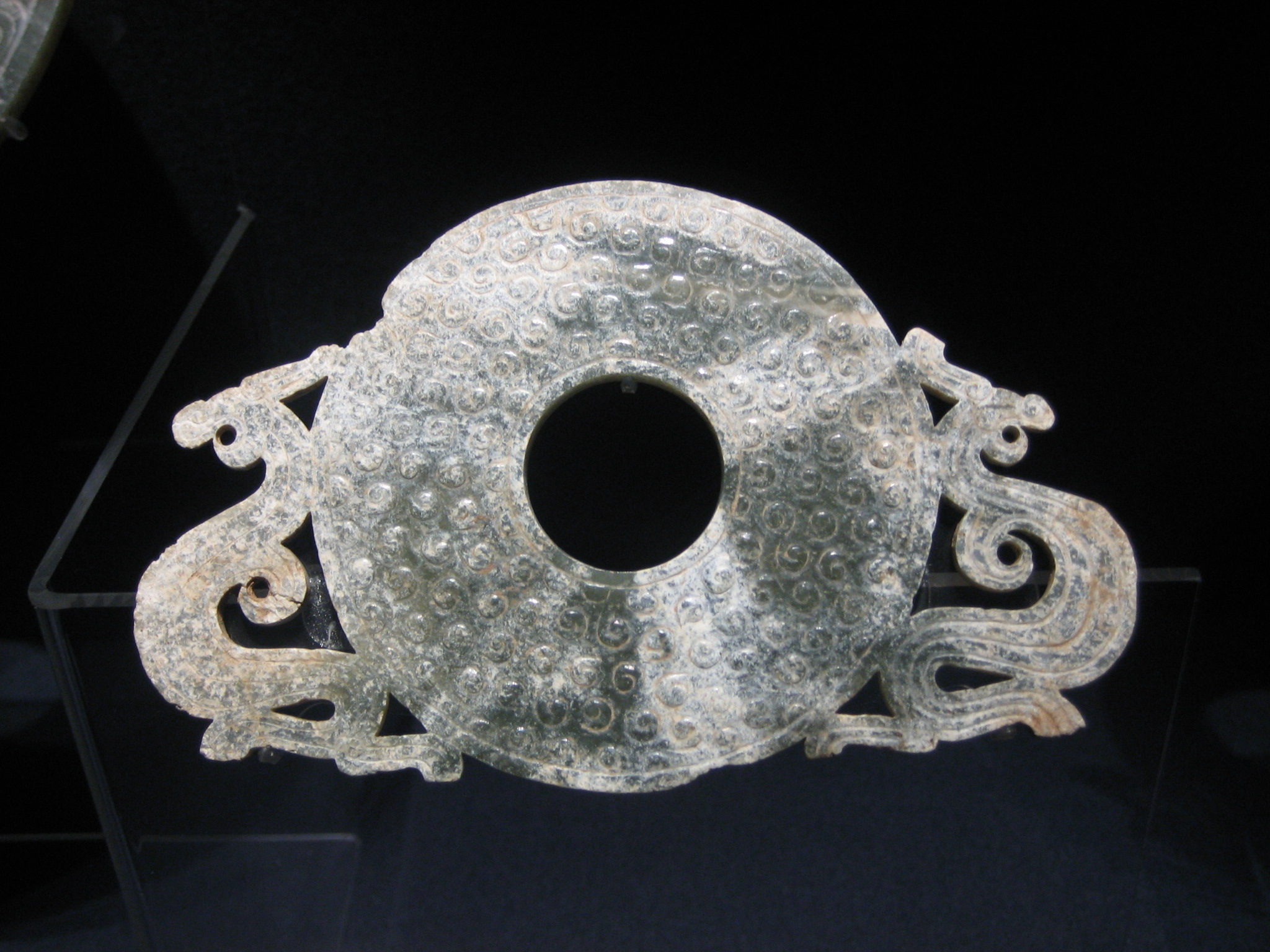
Диск Би, династия Восточная Чжоу (предмет неизвестного назначения, форма которого утвердилась как символ Неба в китайской классике)

Небесный мандат (кит. упр. 天命, пиньинь tiānmìng, палл. тяньмин) — одно из центральных понятий традиционной китайской политической культуры, используемое как источник легитимации правящей династии. Широко известен начиная с эпохи Чжоу, XI в. до н. э. Примерно через сто лет (правление Му-вана, 976—922 до н. э.) в Чжоу получает широкое распространение термин «Сын Неба» (天子), используемый по отношению к держателю мандата. Конфуцианская концепция противостояла буддистской — теории тела династии. Предполагается, что возникновение историософского обоснования сменяемости правителей на основе теории небесного мандата возможно существовала ещё до Конфуция и классической китайской книги «Шу-цзин», редакция которой традиционно ему приписывается. В ней этой теории уделено значительное место и она насыщена примерами из истории Китая, призванные проиллюстрировать последствия недобродетельного поведения правителей. В частности, это касается поведения последних императоров из династии Ся, что привело к её упадку и воцарению мудрого и добродетельного Чэн Тана из династии Инь. Аналогичным образом трактуется низложение и смерть императора Ди Синь — полулегендарного последнего правителя государства Шан-Инь, из иньской (шанской) династии. Его гибель знаменовала конец эпохи Шан-Инь и начало Чжоу, в результате прихода к власти императора Вэнь-Вана.
Правящий дом имел монопольную связь с Небом, обладая «небесным доверием», заслуженным путём накопления добродетели Дэ. Утрата добродетели трактовалась традиционной конфуцианской историографией как основная причина потери власти. Поэтому в классической литературе Китая основатели новой династии непременно предстают носителями добродетели, а падение династии связывается с нравственным разложением правителя, приведшим к потере мандата.
Потеря Небесного мандата представлялась событием космического значения: её изображали сопровождаемой катаклизмами и чудесами.
Согласно трактату «Мэнцзы», безнравственность правителя могла стать поводом его свержения, то есть благоволение Неба не считалось вечным. Мэн-цзы в общих положениях выдвинул концепцию «изменения Небесного Мандата». Согласно легендарной истории в беседе с одним из китайских царей один из крупнейших философов-конфуцианцев утверждал, что «истинного монарха» нельзя сместить с престола, а тем более лишить жизни:
Когда же удивлённый правитель начал приводить ему исторические примеры, Мэн-цзы объяснил, что все названные им личности не были подлинными монархами. Они были узурпаторами, незаконно, то есть без санкции Неба, занимавшими престол — „ничтожными людишками“ (сяо жэнь), притворившимися царями. Поэтому, заключает Мэн-цзы, Небо может лишить недостойного государя своего мандата, права на царствование и заменить его другим, достойнейшим человеком в Поднебесной, к которому устремится народ, что и будет знаком благоволения к нему Неба (по хорошо известному в Европе принципу „vox populi — vox Dei“ — „Глас народа — глас Божий“). Эта передача права на царствование и называется гэ мин — „смена Мандата“.
Не всем правителям нравилась эта концепция, а основатель династии Мин император Хунъу даже изъял соответствующие места из трактата. После его смерти целостность текста была восстановлена.